# 哈日族
| 國家           | 正面 | 負面 | 中立 | 正負面差 |
| -------------- | ---- | ---- | ---- | -------- |
| 印度尼西亞     | 82%  | 9%   | 9%   | 73%      |
| 奈及利亞       | 75%  | 10%  | 15%  | 65%      |
| 巴西           | 71%  | 10%  | 19%  | 61%      |
| 智利           | 66%  | 15%  | 19%  | 51%      |
| 美国           | 66%  | 20%  | 14%  | 46%      |
| 秘魯           | 64%  | 15%  | 21%  | 49%      |
| 加拿大         | 61%  | 23%  | 16%  | 38%      |
| 波蘭           | 59%  | 9%   | 32%  | 50%      |
|                | 59%  | 20%  | 21%  | 39%      |
| 英国           | 59%  | 27%  | 14%  | 32%      |
|                | 58%  | 11%  | 31%  | 47%      |
| 法國           | 56%  | 32%  | 12%  | 24%      |
|                | 53%  | 36%  | 11%  | 17%      |
| 希腊           | 50%  | 20%  | 30%  | 30%      |
| 土耳其         | 46%  | 41%  | 13%  | 5%       |
| 日本           | 45%  | 9%   | 46%  | 36%      |
| 俄羅斯         | 45%  | 14%  | 41%  | 31%      |
| 巴基斯坦       | 45%  | 26%  | 29%  | 19%      |
| 埃及           | 44%  | 20%  | 36%  | 24%      |
| 墨西哥         | 42%  | 38%  | 20%  | 4%       |
| 西班牙         | 36%  | 32%  | 32%  | 4%       |
| 德国           | 28%  | 46%  | 26%  | -18%     |
| 印度           | 27%  | 29%  | 44%  | -2%      |
|                | 15%  | 79%  | 6%   | -64%     |
| 中华人民共和国 | 5%   | 90%  | 5%   | -85%     |

| 國家           | 正面 | 负面 | 中立 | 正负面差 |
| -------------- | ---- | ---- | ---- | -------- |
| 印度尼西亞     | 79%  | 12%  | 9%   | 67%      |
| 菲律賓         | 78%  | 18%  | 4%   | 60%      |
|                | 78%  | 16%  | 6%   | 62%      |
| 巴基斯坦       | 51%  | 7%   | 42%  | 44%      |
| 马来西亚       | 23%  | 50%  | 27%  | -27%     |
|                | 22%  | 77%  | 1%   | -55%     |
| 中华人民共和国 | 4%   | 90%  | 6%   | -86%     |

哈日族（日语：ハーリーズー）原先是指崇拜、複製日本流行文化的臺灣青少年族群，這群人從生活、娛樂、思想上，大量地学习日本文化，部分也学习日語，造成日本化現象。现在不论在臺灣、香港，或是中國大陸，都有相当数量的哈日族。這個詞彙的推廣主要是起自台灣作家哈日杏子的哈日族系列漫畫。

## 概要
「哈」字在台灣話中，有渴望、希望的意思。現在哈日族已經成為一個通俗的用法，而哈日的範圍除了日本流行文化、服飾外，也包含了日本傳統文化，一般只要看到一個人對日本某些領域很著迷，就會被稱為「很哈日」，在满语中「哈」是拍马屁的意思。上世紀90年代，在臺灣出現了非常多崇拜日本的年輕人，被稱之為「哈日族」。
台灣由於先前曾經受到日本的統治，台日兩方距離又很近，而且相對於國民黨早期統治台灣的威權作風、日本在台灣末期的統治是比較溫和且有能力的，所以日本文化在台灣本來就具有相當大的影響力。戰後，雖然台灣曾經管制過日本電視劇、電影播放，但音樂、書籍、漫畫、動畫、電玩等，卻依舊源源不絕地影響台灣的青少年。棒球是台灣最受歡迎的運動項目，除美國的影響外，台灣最主要就是受日本的影響。 
粗淺的哈日族是以外表來哈日，會在西門町這個哈日大本營中大量購買日本最流行的服飾、配件、手機吊飾等等，讓自己看起來更具和風，同時也參考日本的時尚雜誌，學日本人化妝。哈日族在口語上，也喜好複製日文常見語彙。日本品牌的商品，無論是否在日本製造，在台灣通常價格較高但被視為品質較佳，依然有不少人購買。由於有足夠的消費市場，台灣有些書店販售日文書籍、雜誌，淳久堂、紀伊國屋及安利美特等日本大型書店更直接在台灣開設分店。

## 社會脈絡
在台灣的職場上，會讀寫日文通常競爭力會有優勢，日文是除英文外最多台灣人學的第二外語。台語有許多外來語是來自日文。台灣的民法、刑法等重要法律受留日學者的影響，不少條文均參考自日本法律。在製造業領域，也有不少用語直接承襲日式發音，例如螺絲起子lo-lai-ba即源自日文「ドライバー」；螺絲墊片則同日語被稱為「ワッシャー」。即便這些日文名詞最初都是來自於英文，但台灣人仍較習慣日文說法，可看出日本對於台灣各個領域的影響。台灣人常吃日本料理，並且不少人對日本製品有強烈的偏好，許多商品包裝（尤其是食品）即使主要在台灣市場販售，也會印上日文文案，營造一種日本製品的意象。許多日文的廣告詞也逐漸轉化成通俗的台灣用語，例如「產地直送」、「嚴選」、「達人」等。商品電視廣告也時常以日語發音。這都意味著日本文化深入台灣社會各個領域，哈日族有著各式各樣的社會與文化資源來支持他們的行動。
日本文化對於台灣老一輩也有相當的吸引力，日治時期產生了一群老一輩的台灣知日派。戰前出生的台灣人很多都可以使用流利的日文。吳念真曾在他編導的電影「多桑」裡面特別去描述跨越兩個時代的台灣人（台灣日治時期與國民黨統治時期）對日本的情感。有學者認為，哈日來自於台灣社會集體的情感結構，而對日本的認同是台灣民族認同形成的重要參照。因此哈日現象並不能完全以表面的流行文化或追星現象來理解。在台灣，台灣人喜愛日本事物，有其複雜的歷史與社會背景。不過哈日現象並不只在台灣出現，許多東亞（包括一般認為仇日的中國大陸和韩国）、東南亞甚至歐美國家都是青少年中可以發現的次文化，從這觀點來看，台灣哈日族只是日本強勢流行文化所造成的現象，而所謂"複雜的歷史與社會背景"更多的是起輔助作用而不是主要推動力。

## 全球現象
日本的漫畫、動畫在全球都很流行，日本電視劇、特攝劇集、日本流行音樂也吸引不少亞洲人迷上日本文化。
日本文化（特别是日本的動漫）在进入中國市場後，有些年轻人成為了“哈日族”。
2009年末，環球時報調査顯示15至20歳年龄层的人最喜爱的国家是日本，全体对象的「最喜爱国家」和「最想去国家」排行中，日本也进入了第5位和第3位。2010年2月北京晨報进行的针对顶级旅行社的调查中，去海外旅行的目的地人气排行中日本和台湾并排第三，位居第一位的香港和第二位的澳门之後。
中國網民一律稱哈日族為「精神日本人」（簡稱「精日」）、「日雜」及「大和魂」來批評該等人士在文化及政治上媚日。
在歐美地區，網民都以“Weeaboo”和“Weeb”等字來稱呼哈日族，此字本來是Nicholas Gurewitch的網絡四格漫畫裡面發明出來，形容一些「令人感到不快的人」，後來在4chan裡面轉化成為對哈日族的貶義詞。
在歐美網民的觀感中「哈日族」與「御宅族」無異，不過他們除了是瘋狂日本動漫迷之外，還盲目崇拜及嚴重地誤解日本文化（例如幻想著自己是日本人，購買和收藏日本刀，以不鹹不淡的日語與人溝通和做著模仿日本人的尷尬行為）。
因此歐美哈日族的形象以負面居多，經常成為網民的恥笑和嘲諷的對象。

## 連結
- 哈日病院（页面存档备份，存于）